# Olympische Sommerspiele 1972/Teilnehmer (Äthiopien)
| Gelbes Symbol für Goldmedaillen mit stilisierten Olympischen Ringen | Graues Symbol für Silbermedaillen mit stilisierten Olympischen Ringen | Braundes Symbol für Bronzemedaillen mit stilisierten Olympischen Ringen |
| ------------------------------------------------------------------- | --------------------------------------------------------------------- | ----------------------------------------------------------------------- |
| —                                                                   | —                                                                     | 2                                                                       |

Äthiopien nahm an den Olympischen Sommerspielen 1972 in München mit einer Delegation von 31 männlichen Athleten an 20 Wettkämpfen in drei Sportarten teil. Fahnenträger bei der Eröffnungsfeier war der Marathonläufer Mamo Wolde.

## Teilnehmer nach Sportarten

### Boxen
- Girmaye Gabre
- Fekrou Gabreselassie
- Chanyalew Haile
- Seifu Mekonnen
- Ayele Mohamed
- Lema Yemane

### Leichtathletik
- Lengissa Bedane
- Kebede Bedasso
- Solomon Belaye
- Ketema Benti
- Tegegne Bezabeh
- Hailu Ebba
- Sisaye Feleke
- Tekle Fetinsa
- Egzi Gebre-Gebre
- Tolossa Kotu
- Wohib Masresha
- Yohannes Mohamed
- Shibrou Regassa
- Mulugetta Tadesse
- Hunde Toure
- Demissie Wolde
- Mamo Wolde
Bronze  Marathon
- Tadesse Wolde-Medhin
- Shoangizaw Worku
- Miruts Yifter
Bronze  10.000 m

### Radsport
- Suleman Abdul Rahman
- Rissom Gebre Meskei
- Fisihasion Ghebreyesus
- Mehari Okubamicael
- Tekeste Woldu